# عبد القادر بلمختار
عبد القادر بلمختار (و. 1987  م) هو راكب دراجة هوائية جزائري، ولد في بوفاريك.

## روابط خارجية
- عبد القادر بلمختار على موقع الاتحاد الدولي للدراجات (الإنجليزية)
- عبد القادر بلمختار على موقع أرشيف الدراجات (الإنجليزية)
- عبد القادر بلمختار على موقع إحصائيات الدراجات الإحترافية (الإنجليزية)
- عبد القادر بلمختار على موقع نسبة الدراجات (الإنجليزية)